# 福尔昂特尔 (北达科他州)
福尔昂特尔（英語：Frontier），是美国北达科他州下属的一座城市。根据2010年美国人口普查，该市有人口214人。2011年估计该市有人口218人，相对于2010年，增长率为1.87%。